# 11β-hidroxiesteroide desidrogenase tipo 1
11β-hidroxiesteroide desidrogenase tipo 1 ou cortisona redutase é uma enzima NADPH-dependente com grau elevado de expressão em tecidos metabólicos chave como o fígado, o tecido adiposo e no sistema nervoso central.
Nestes tecidos, HSD11B1 reduz a cortisona para a hormona activa cortisol, que activa os receptores de glicocorticoides.
É inibida pela carbenoxolona, uma droga tipicamente usada para o tratamento de úlceras pépticas. Para além do mais, o ácido 18-α glicirrízico, da raiz da espécie Glycyrrhiza glabra foi descoberta como sendo um inibidor. Um estudo de 2014 descobriu que o galato de epigalocatequina do chá verde pode potencialmente inibir esta reacção, que pode parcialmente descrever as propriedades anti-estresse do consumo de chá verde.